# Prosopocoilus tragulus
Prosopocoilus tragulus es una especie de coleóptero de la familia Lucanidae.

## Distribución geográfica
Habita en Halmahera en Indonesia y en Nueva Guinea.